# Sintraktrisa
Sintraktrisa je krivulja, ki jo določa enačba v obliki
{\displaystyle x+{\sqrt {b^{2}-y^{2}}}=a\ln {\frac {b+{\sqrt {b^{2}-y^{2}}}}{y}}.}